# Eutardígrads
Els eutardígrads (Eutardigrada) constitueixen una classe de tardígrads sense apèndixs laterals. La majoria d'eutardígrads habiten l'aigua dolça però algunes espècies han adquirit secundàriament la capacitat de viure en entorns marins (Halobiotus). Mitjançant la criptobiosi moltes espècies són capaces de viure temporalment en entorns molt secs.
L'ordre Apochaela consta d'una única família, Milnesiidae, amb dos gèneres: Milnesium i Limmenius. Milnesium tardigradum es pot trobar a tot el món i és una de les espècies més grosses entre els tardígrads (més d'1,4 mm). La boca d'aquest depredador presenta una àmplia obertura, així l'animal és capaç de menjar rotífers i els protists més grans. Les urpes són característiques. Els altres eutardígrads pertanyen a l'ordre Parachaela.